# Wang Zheng (atleta, 1991)
Wang Zheng (en chino: 王镇, 24 de agosto de 1991) es un deportista chino que compite en atletismo, especialista en la disciplina de marcha.
Participó en dos Juegos Olímpicos de Verano, obteniendo dos medallas, bronce en Londres 2012 y oro en Río de Janeiro 2016, en la prueba de 20 km. Ganó dos medallas de plata en el Campeonato Mundial de Atletismo, en los años 2011 y 2015.

## Palmarés internacional
| Juegos Olímpicos   | Juegos Olímpicos        | Juegos Olímpicos  | Juegos Olímpicos |
| Año                | Lugar                   | Medalla           | Prueba           |
| ------------------ | ----------------------- | ----------------- | ---------------- |
| 2012               | Londres (Reino Unido)   | Medalla de bronce | 20 km marcha     |
| 2016               | Río de Janeiro (Brasil) | Medalla de oro    | 20 km marcha     |
| Campeonato Mundial |                         |                   |                  |
| Año                | Lugar                   | Medalla           | Prueba           |
| 2011               | Daegu (Corea del Sur)   | Medalla de plata  | 20 km marcha     |
| 2015               | Pekín (China)           | Medalla de plata  | 20 km marcha     |